# Pristimantis tubernasus
Espèce
Synonymes
- Eleutherodactylus pulidoi Rivero, 1984 "1982"
- Eleutherodactylus tubernasus Rivero, 1984 "1982"

Statut de conservation UICN

 DD  : Données insuffisantes
Pristimantis tubernasus est une espèce d'amphibiens de la famille des Craugastoridae.

## Répartition
Cette espèce se rencontre entre 1 000 et 2 400 m d'altitude dans la cordillère de Mérida :
- au Venezuela dans les États de Mérida, de Táchira et de Barinas ;
- en Colombie dans le parc national naturel de Tamá dans le département de Norte de Santander.

## Publication originale
- Rivero, 1984 "1982" : Los Eleutherodactylus (Amphibia, Salientia) de los Andes venezolanos. 2. Especies Subparameras. Memoria de la Sociedad de Ciencias Naturales La Salle, vol. 42, no 118, p. 57-132.